# FC Admira Wacker Mödling
Fußballclub Admira Wacker Mödling é um clube de futebol localizado na cidade de Mödling, na Áustria. Tendo surgido no início do século passado na cidade de Viena, acabou se estabelecendo em Mödling, após fusões com outros clubes.

## História
As origens do clube datam de 1905, quando foi fundado na cidade de Viena, como SK Admira Vienna. Porém, o sucesso da equipe somente apareceria vinte e dois anos após sua fundação, com a conquista do título do Campeonato Austríaco. Durante os anos seguintes, a equipe conquistou mais seis vezes o campeonato, além de três vezes a Copa da Áustria, se tornando uma das principais equipe do continente europeu na época e, tendo servido como um dos clubes base da fantástica Seleção Austríaca da época, conhecida como Wunderteam.
Após o Anschluss, que uniu à Alemanha e Áustria, o Admira passou a disputar a Gauliga Ostmark, uma das principais ligas regionais da época, que fora criada após a reorganização do futebol pelo Terceiro Reich. Porém, acabou não conseguindo dominar mais como antes da anexação, tendo conseguido apenas uma final de Copa da Alemanha no ano seguinte a junção, mas perdendo para o Schalke 04 (1 a 0), que passava a dominar o futebol local na época. No período pós-guerra, os títulos passaram a ser raros, tendo conquisto apenas mais duas vezes o título nacional, além de mais duas Copa da Áustria.
Anos mais tarde, se fundiu com o Admira Wacker Wien, que teve seu auge durante o período pós-guerra, conquistando o título nacional dois anos após o término da guerra. Mais tarde, ainda se fundiu com o VfB Mödling, surgindo o clube atual. Mesmo assim, o clube não conseguiu voltar aos seus tempos de ouro, se limitando a disputar divisões inferiores do futebol nacional e, revelando poucos jogadores, como Marc Janko, Erwin Hoffer, Markus Katzer e Christopher Drazan, que passaram a fazer sucesso após a saída deste.

## Títulos

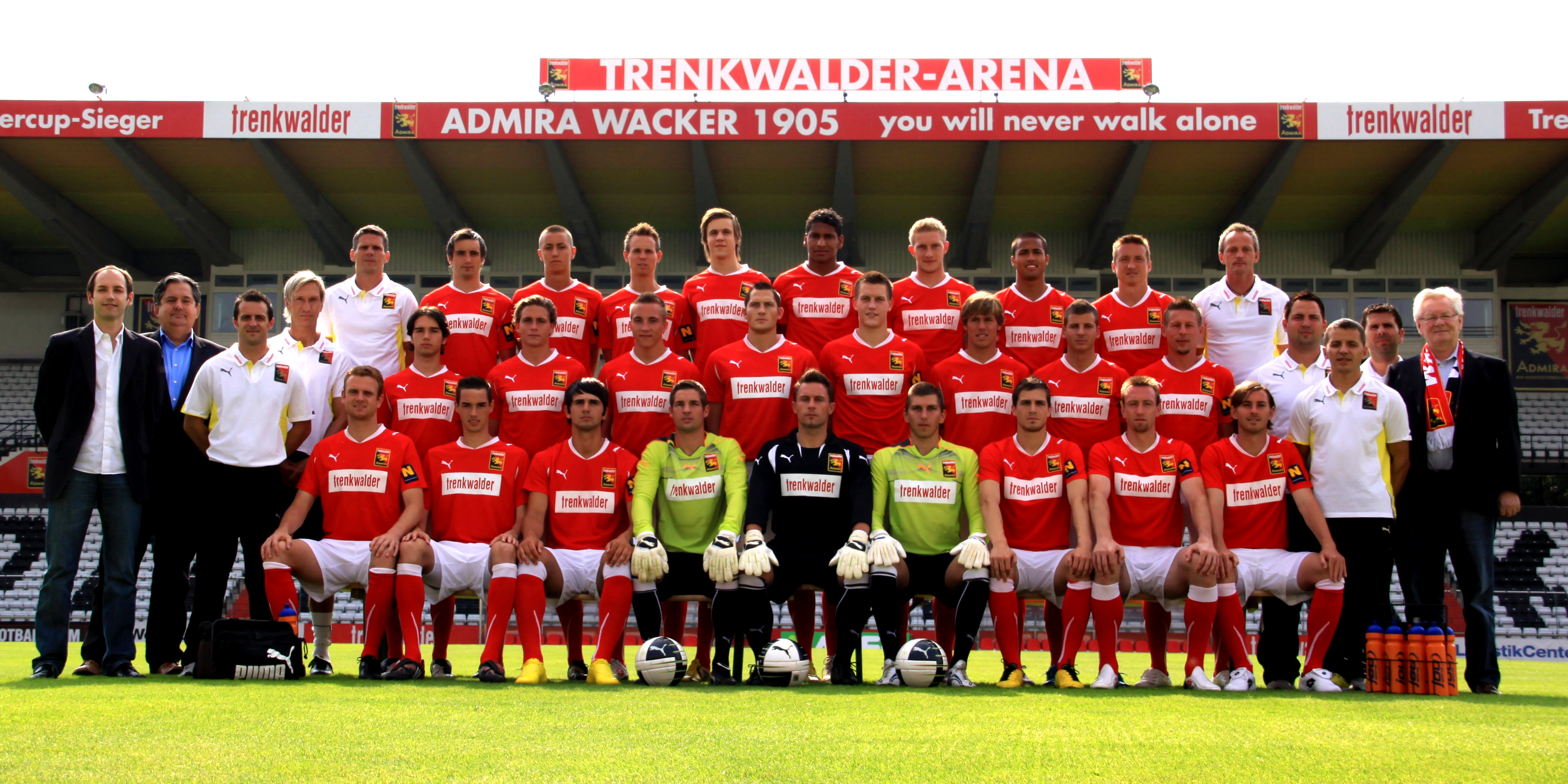
Elenco do Admira na temporada 2010-11,
quando o clube foi promovido à elite do futebol austríaco.

| Nacionais | Nacionais            | Nacionais | Nacionais                                                                       |
|           | Competição           | Títulos   | Temporadas                                                                      |
| --------- | -------------------- | --------- | ------------------------------------------------------------------------------- |
|           | Campeonato Austríaco | 8         | 1926–27, 1927–28, 1931–32, 1933–34, 1935–36, 1936–37, 1938–39, 1946-47, 1965–66 |
|           | Copa da Áustria      | 6         | 1927–28, 1931–32, 1933–34, 1946-47, 1963–64, 1965–66                            |
|           | Supercopa da Áustria | 1         | 1989                                                                            |